# Lysimachia punctatilimba
Lysimachia punctatilimba är en viveväxtart som beskrevs av Cheng Yih Wu. Lysimachia punctatilimba ingår i släktet lysingar, och familjen viveväxter. Inga underarter finns listade i Catalogue of Life.